# Église Saint-Médard de Parfondeval
L'église Saint-Médard est une église catholique située à Parfondeval, en France.

## Localisation
L'église est située dans le département français de l'Aisne, sur la commune de Parfondeval.

## Historique
Avant la Révolution, Le patronage (possibilité de présenter à l'évêque, pour qu'il l'ordonne, le desservant d'une église) de la cure de Saint-Médard de Parfondeval appartenait au chapitre de la collégiale de Rozoy, qui dîmait pour deux tiers et le curé pour l'autre tiers. Celui-ci jouissait en outre de dix jallois de terre à la solle et neuf jallois de pré attachés à la cure ; il recevait encore une rente de trente quartels de blé pour chanter la messe du Saint-Sacrement tous les jeudis de l'année, les matines et autres offices pendant l'octave de la fête du Saint-Sacrement. Suivant une déclaration du 8 octobre 1728, la cure valait annuellement environ 510 livres.
L'édifice est classé au titre des monuments historiques en 1995.

### Galerie

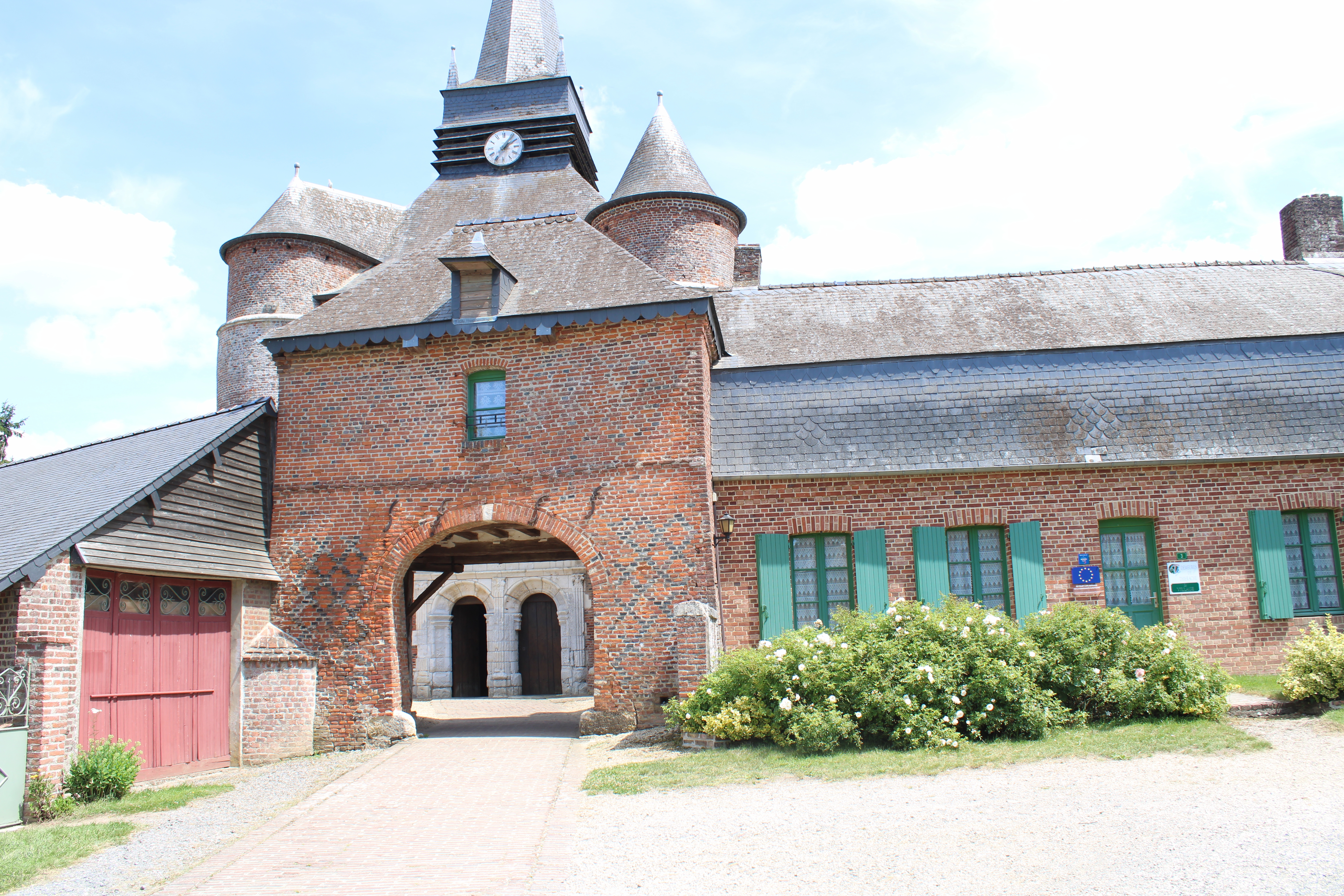
.
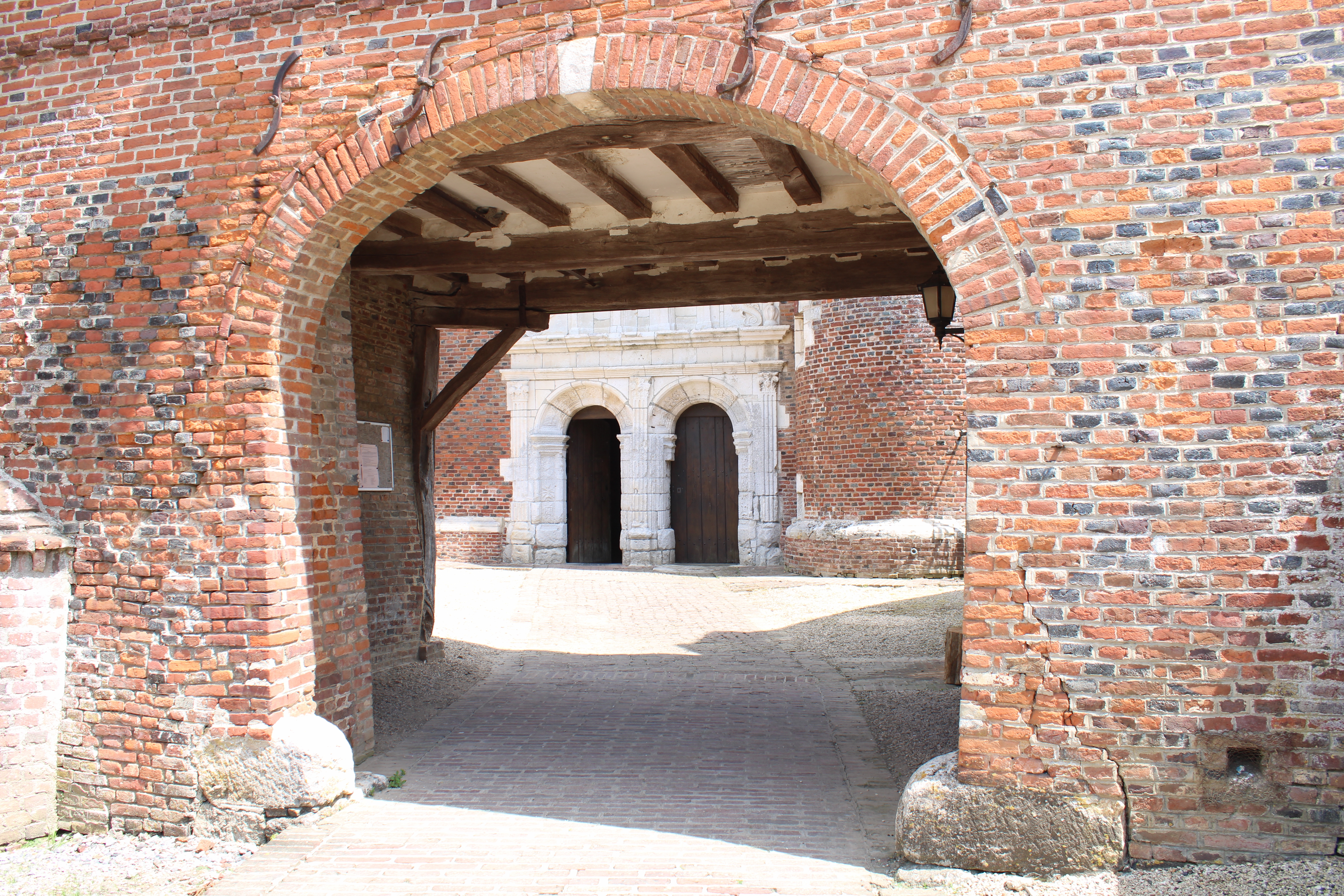
.
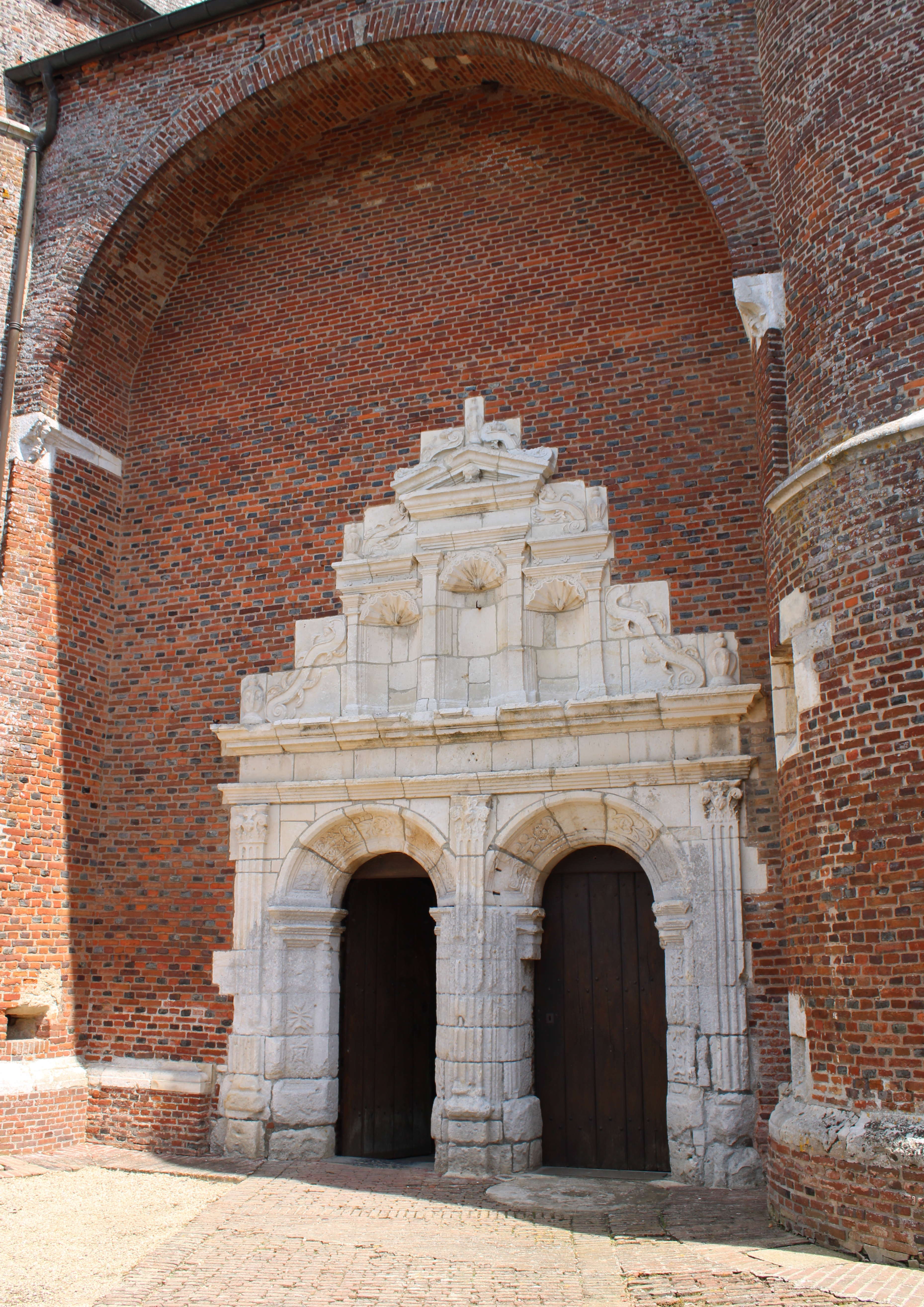
.
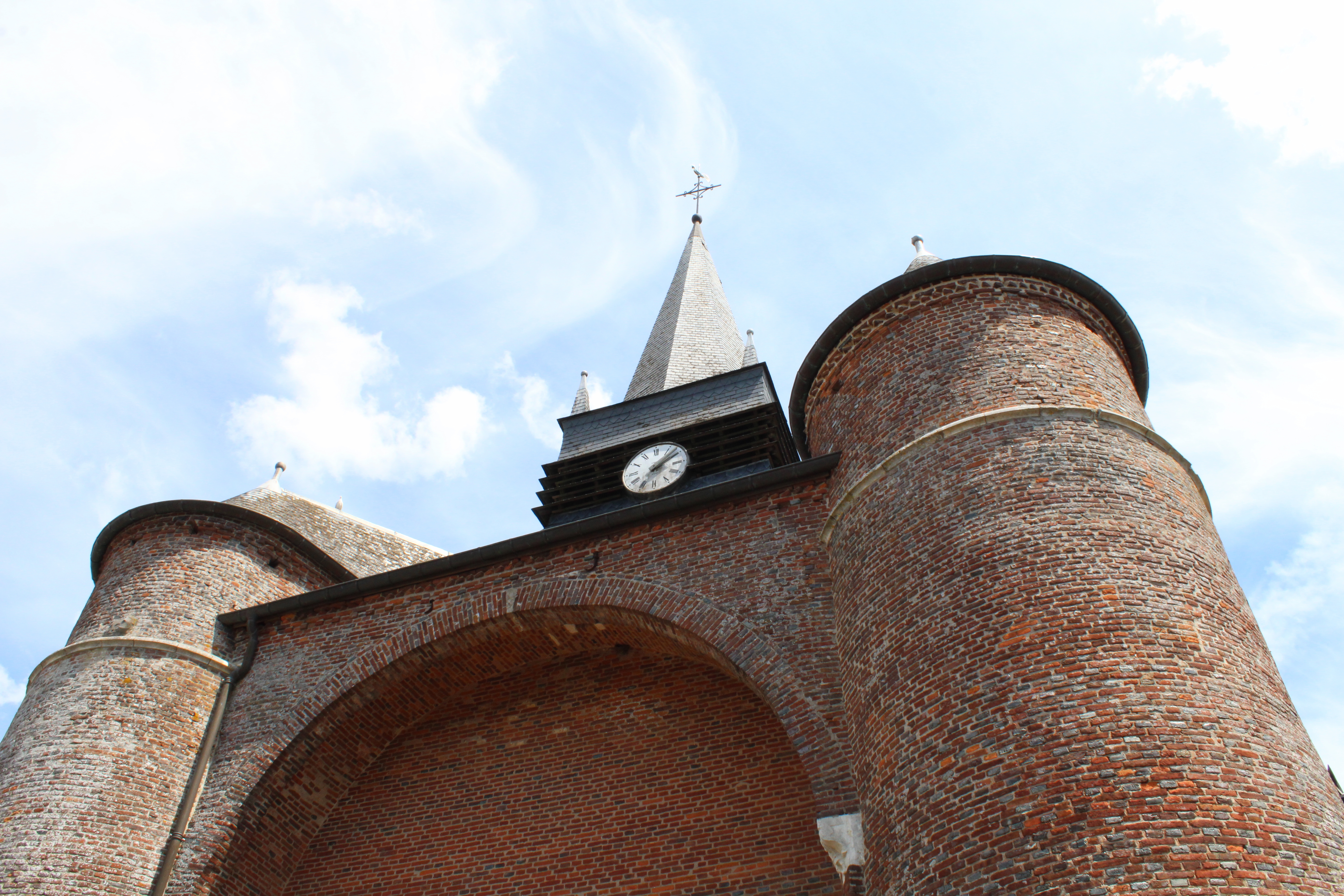
.
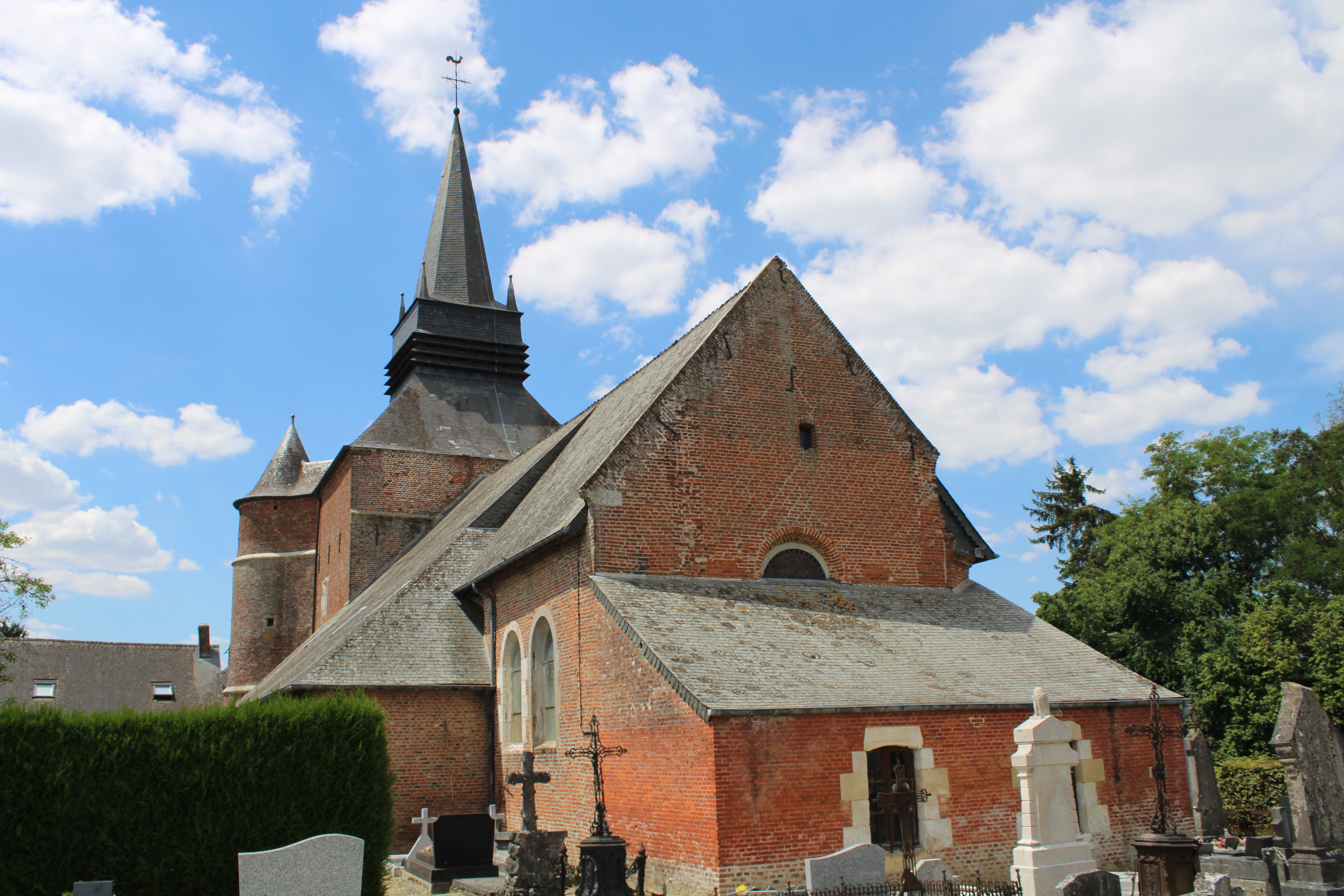
.
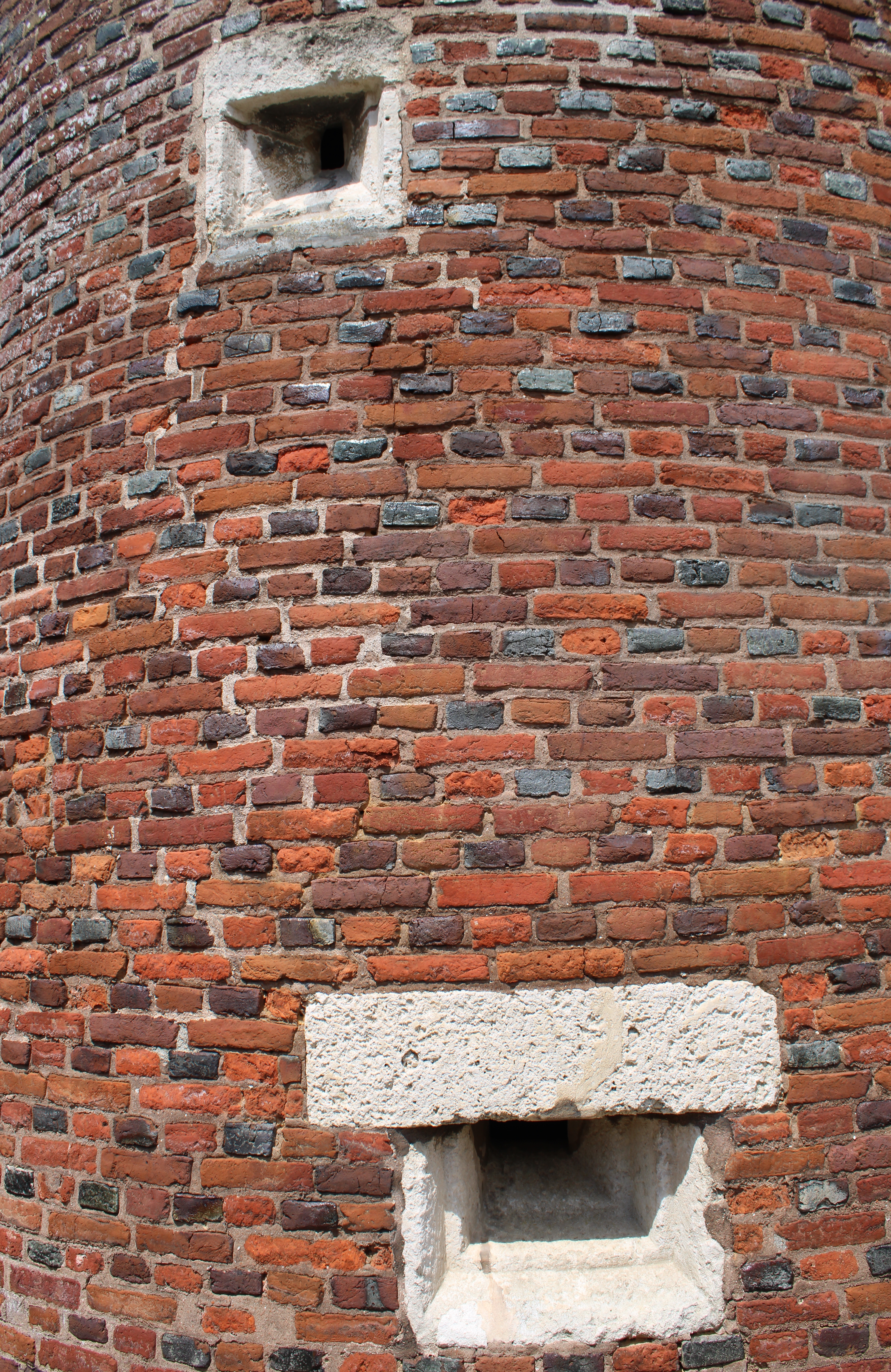
.

### Galerie : intérieur de l'église.

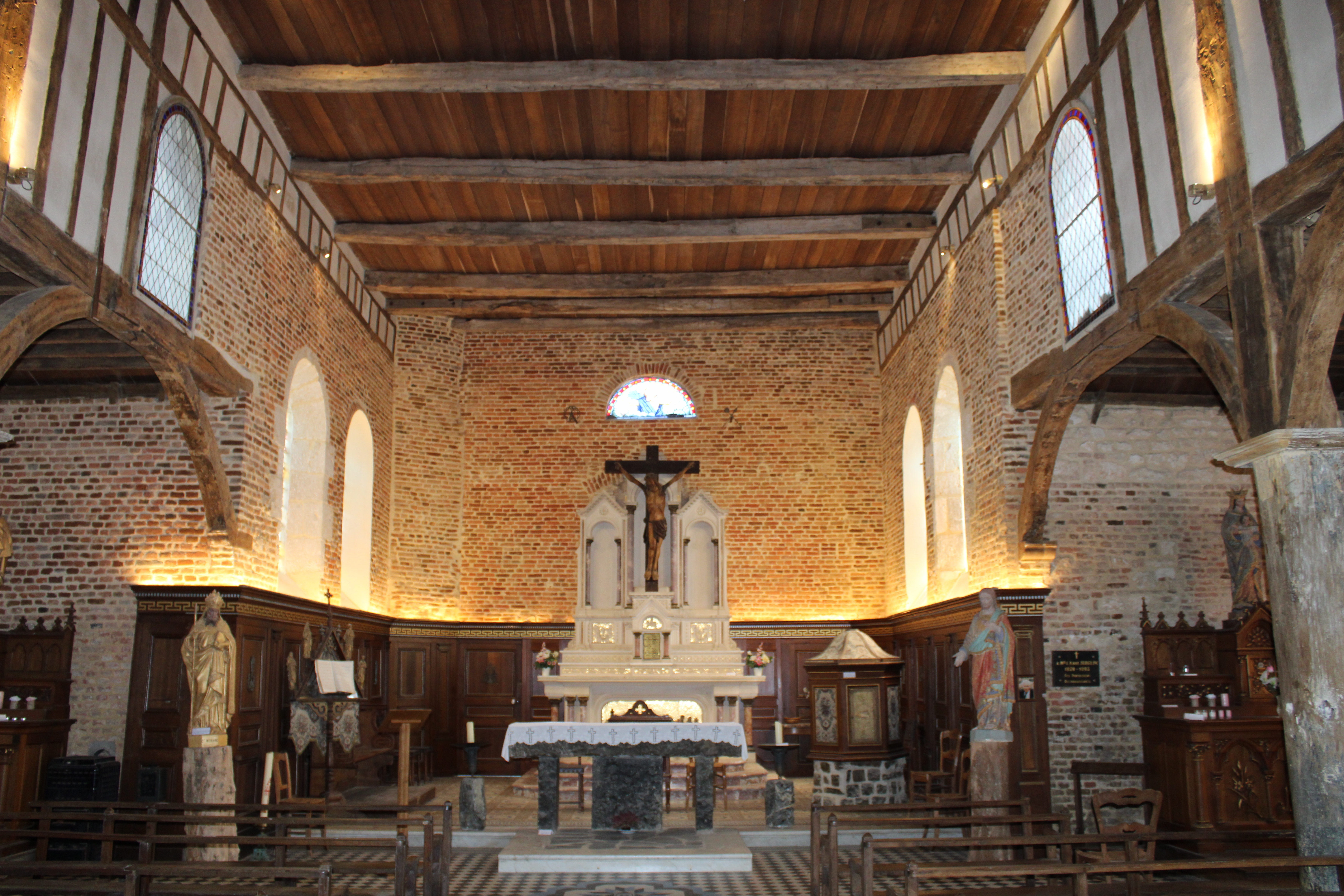
.
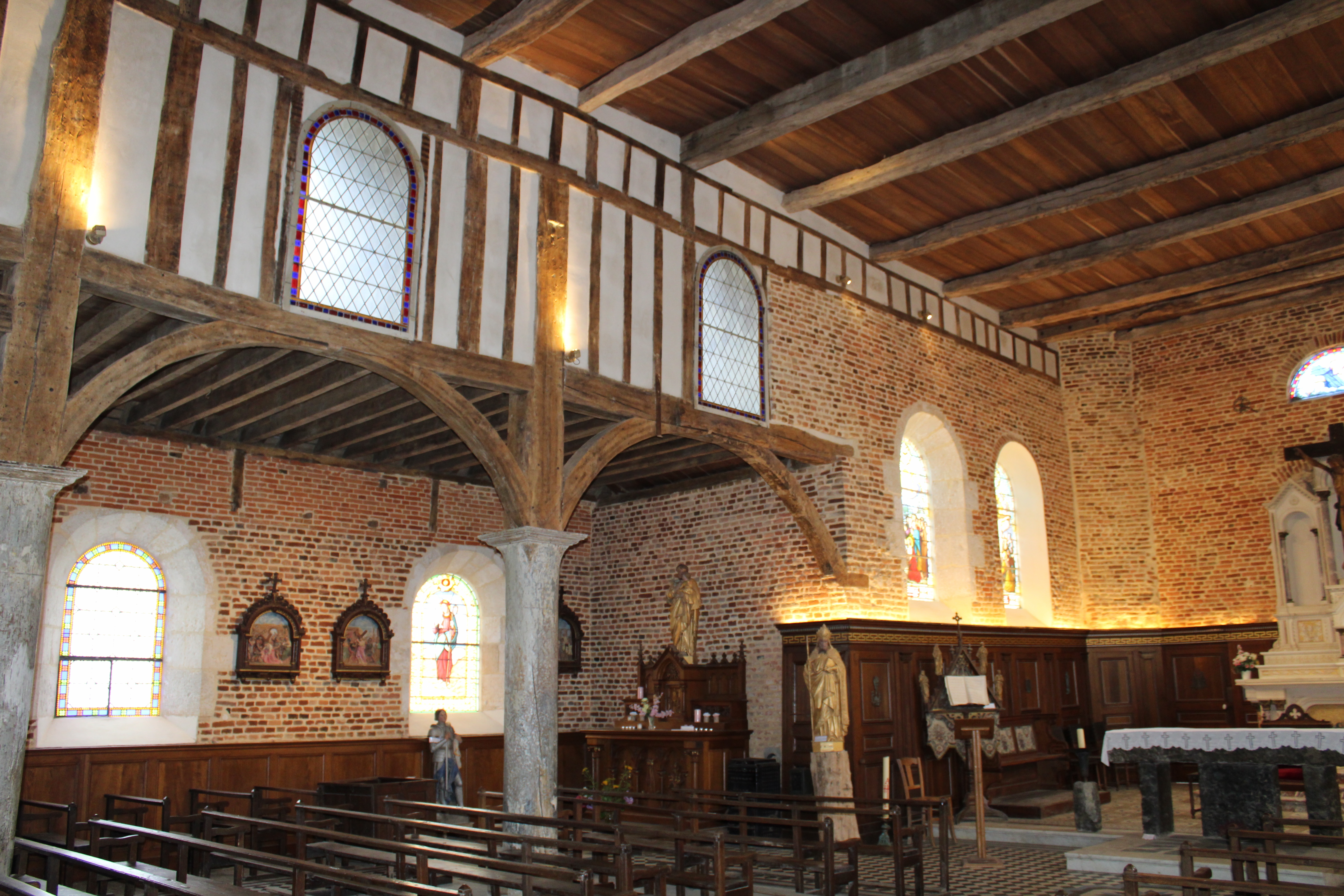
.
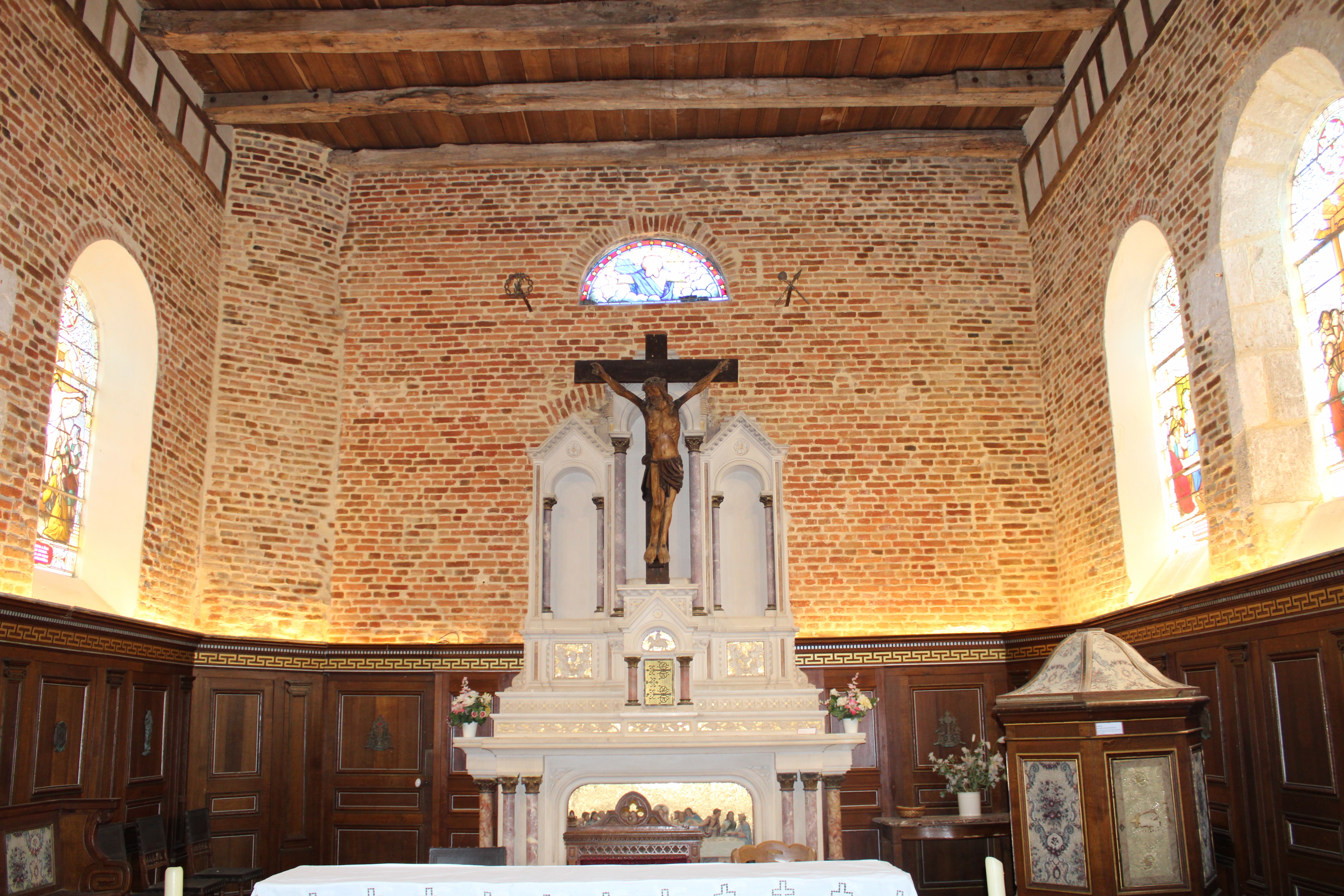
.
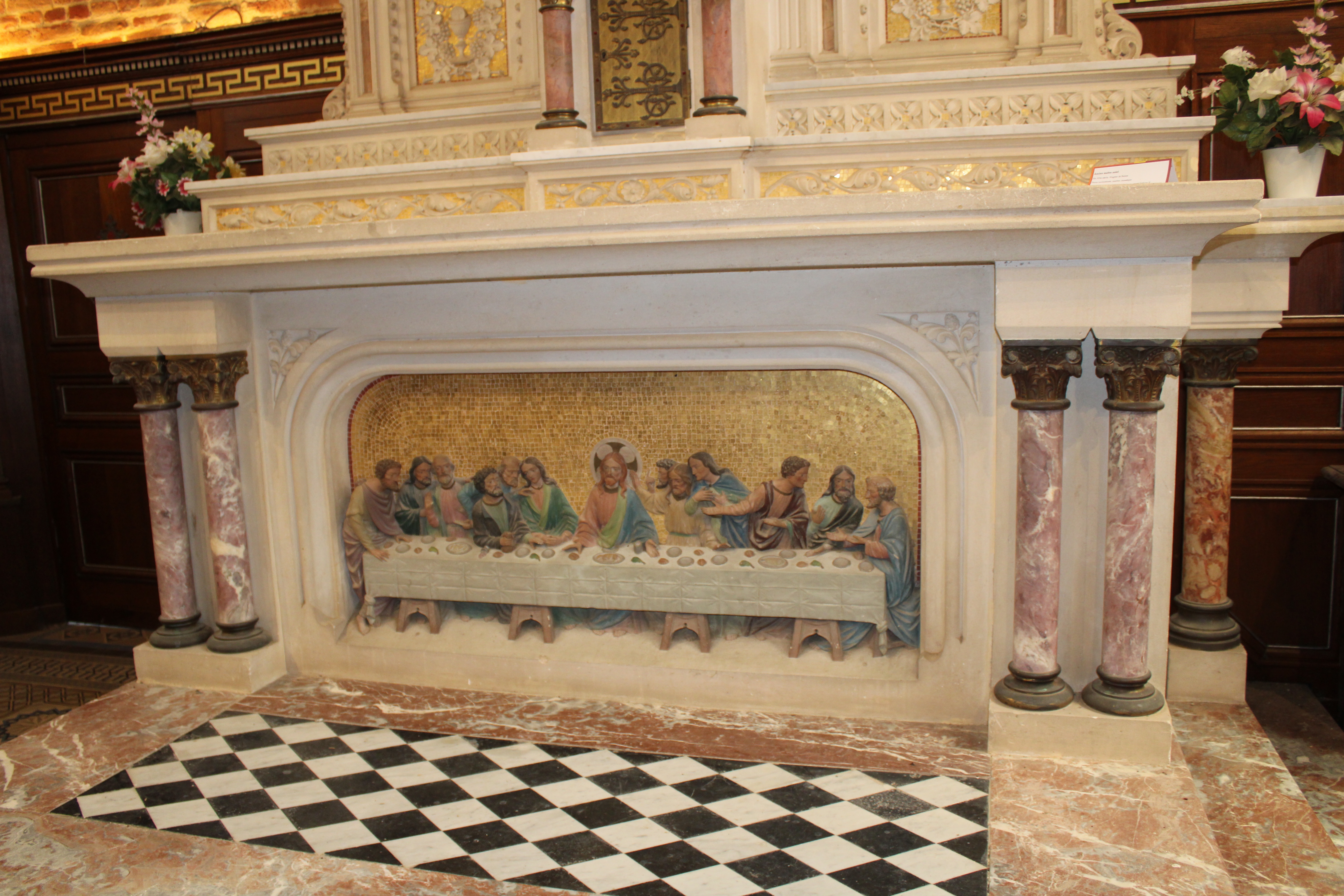
.
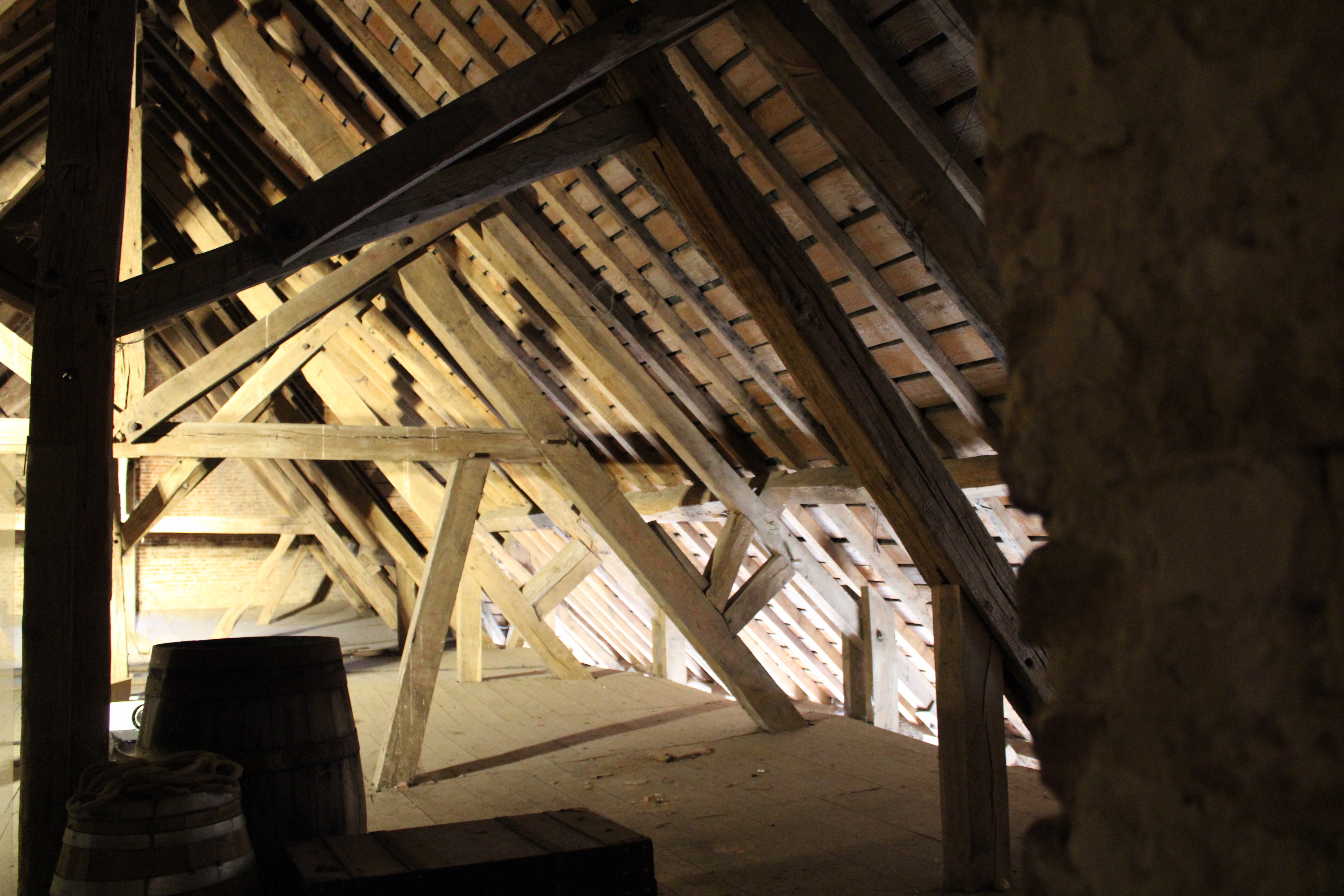
.
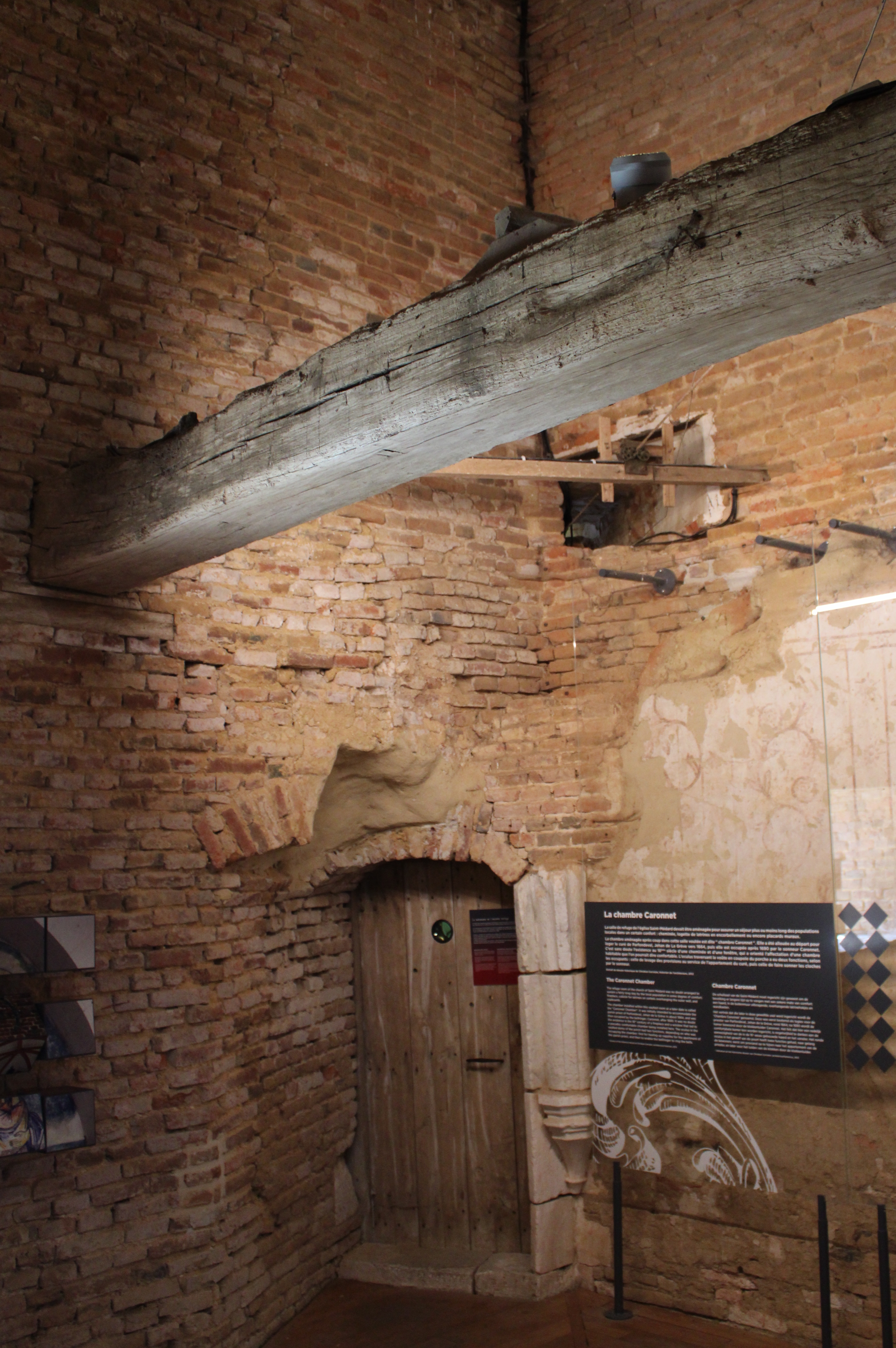
.